# 米科拉伊夫卡 (津科夫市鎮)
49°56′21″N 34°22′30″E / 49.93917°N 34.37500°E
米科拉伊夫卡（羅馬化：Mykolaivka）是烏克蘭的村落，位於該國中部波爾塔瓦州，由波爾塔瓦區的津科夫市鎮負責管轄，面積1.581平方公里，海拔高度164米，2001年該村落人口167。